# Chun Mee
Chun Mee oder Chunmee (chinesisch 珍眉, Pinyin Zhēnméi, Jyutping Zan1mei4, Pe̍h-ōe-jī Tin-bî – „lit. kostbare Augenbraue; wertvolle Augenbraue“), übersetzt etwa „schöne Augenbraue“, ist ein populärer grüner Tee aus China.
Chun Mee ist kräftig und leicht rauchig und im Allgemeinen säuerlicher und weniger süß als andere grüne Tees. Der Aufguss hat eine sehr helle Farbe.
Ursprünglich wurde der Tee nur in der chinesischen Provinz Jiangxi angebaut. Heute befinden sich aber auch in anderen Regionen entsprechende Anbaugebiete, beispielsweise in Anhui, Zhejiang, Taiwan, Indien oder Indonesien.
Der historische Ort Tunxi in der Stadt Huangshan bei Anhui ist bekannt für die Veredelung und Weiterverarbeitung von grünem Tee. Dazu zählen neben Chun Mee (Zhenmei, 珍眉) auch die bekannten Sorten wie Xiumei (秀眉), Gongxi (贡熙) oder Lüpian (绿片). Chun Mee wird daher in China zu der Gruppe der „Grünen Tees von Tunxi“ (Tunxi lücha, 屯溪绿茶 – „Tunxi-Grüntee“) gezählt.
Bei der Herstellung werden die Teeblätter zunächst gedämpft, dann in der Sonne getrocknet und welken gelassen. Anschließend werden sie gerollt und dabei leicht gebogen, so dass ihre typische Form entsteht, die an kleine Augenbrauen erinnert und von der sich der Name des Tees ableitet. Dieser Tee entspricht dem klassischen Geschmacksprofil, welches westliche Teetrinker bei einem chinesischen Grüntee erwarten.

## Sortenbezeichnung
Der Chun Mee-Tee wird in mehrere Sorten und Typen mit Zahlen aufgeteilt. Einige Beispiele sind: 41022, 4011, 9371, 8147, 9367, 9366, 3008 oder 3009. Die Zahl 41.022 in diesem Fall stellt die höchste Qualität. Bei der Sorten-Nummer 8147 besteht der Tee praktisch nur aus gebrochenen Blättern.